# Kidraneuroidea rubrovittata
Kidraneuroidea rubrovittata är en insektsart som beskrevs av Mahmood 1967. Kidraneuroidea rubrovittata ingår i släktet Kidraneuroidea och familjen dvärgstritar.
Artens utbredningsområde är Singapore. Inga underarter finns listade i Catalogue of Life.